# Lexy Ortega
Lexy Ortega (* 8. März 1960 in Camagüey) ist ein kubanischer Schachspieler. Seit 2001 spielt er für Italien.
1978 wurde er kubanischer Meister in der Altersklasse U18. Bei den kubanischen Einzelmeisterschaften 1988 und 1989 wurde er Dritter.
Die italienische Einzelmeisterschaft konnte er 2009 in Sarre gewinnen.
Bei der Schacholympiade 2008 in Dresden war er Kapitän der italienischen Frauenmannschaft, die Mannschaft belegte den zwölften Platz.
Im Jahre 1980 wurde ihm der Titel Internationaler Meister (IM) verliehen, 2001 der Titel Großmeister (GM).
Er hat zwei Kinder.
| Hier fehlt eine Grafik, die leider im Moment aus technischen Gründen nicht angezeigt werden kann. Wir arbeiten daran! |